# Чемпионат СССР по лыжным гонкам 1988
59-й лично-командный чемпионат СССР по лыжным гонкам проводился в 2 этапа.
I этап прошел в Бакуриани (Грузинская ССР) с 23 по 28 января 1988 года. Разыграно 2 комплекта медалей в гонке 30 км-классический стиль (мужчины), в гонке на 10 км-классический стиль (женщины).
II этап прошел в Сыктывкар (Коми АССР) с 23 по 27 марта 1988 года. Разыграно 6 комплектов медалей в гонках 15 км-классический стиль, 50 км-свободный стиль, эстафете 4×10 км (мужчины), в гонках на 5 км-классический стиль, 20 км-свободный стиль, эстафете 4х5 км (женщины).

## Медалисты

### Мужчины
|                  | Золото                                                                         | Серебро                                                                     | Бронза                                                                  |
| ---------------- | ------------------------------------------------------------------------------ | --------------------------------------------------------------------------- | ----------------------------------------------------------------------- |
| Гонка на 15 км   | Прокуроров Алексей Вооружённые Силы Владимир                                   | Батюк Александр «Динамо» Чернигов                                           | Сергеев Сергей Профсоюзы Минск                                          |
| Гонка на 30 км   | Смирнов Владимир Вооружённые Силы Алма-Ата                                     | Деветьяров Михаил Вооружённые Силы Пермь                                    | Бурлаков Юрий Вооружённые Силы Хабаровск                                |
| Гонка на 50 км   | Бадамшин Игорь «Динамо» Свердловск                                             | Нагомбаев Каликан «Динамо» Усть-Каменогорск                                 | Сергеев Сергей Профсоюзы Минск                                          |
| Эстафета 4х10 км | Вооружённые Силы Сергеев Андрей Смирнов Владимир Ботвинов Михаил Бурлаков Юрий | «Динамо» Мусихин Александр Бадамшин Игорь Михалев Дмитрий Нагомбаев Каликан | «Динамо» Устинов Андрей Батюк Александр Герасимов Николай Игушев Сергей |

### Женщины
|                 | Золото                                                                     | Серебро                                                                        | Бронза                                                                |
| --------------- | -------------------------------------------------------------------------- | ------------------------------------------------------------------------------ | --------------------------------------------------------------------- |
| Гонка на 5 км   | Афанасьева Елена Профсоюзы Ижевск                                          | Сметанина Раиса Профсоюзы Сыктывкар                                            | Резцова Анфиса «Динамо» Московская область                            |
| Гонка на 10 км  | Венцене Вида Профсоюзы Вильнюс                                             | Тихонова Тамара Профсоюзы Ижевск                                               | Нагейкина Светлана Профсоюзы Московская область                       |
| Гонка на 20 км  | Резцова Анфиса «Динамо» Московская область                                 | Тихонова Тамара Профсоюзы Ижевск                                               | Сметанина Раиса Профсоюзы Сыктывкар                                   |
| Эстафета 4х5 км | Профсоюзы Черных Наталья Седлецкая Елена Тараненко Ирина Камоцкая Светлана | Профсоюзы Маркашанская Тамара Сметанина Раиса Афанасьева Елена Тихонова Тамара | Профсоюзы Гренрос Елена Урбанович Елена Капчикаева Алла Сивкова Елена |

Лично-командный чемпионат СССР (26-й) в лыжной гонке на 70 км среди мужчин проводился в Кандалакше Мурманской области 10 апреля 1988 года.

### Мужчины (70 км)
|                | Золото                         | Серебро                                  | Бронза                                   |
| -------------- | ------------------------------ | ---------------------------------------- | ---------------------------------------- |
| Гонка на 70 км | Сергеев Сергей Профсоюзы Минск | Кичкин Сергей Вооружённые Силы Челябинск | Бурлаков Юрий Вооружённые Силы Хабаровск |

Лично-командный чемпионат СССР в лыжной гонке на 30 км среди женщин проводился в Березниках Пермского края 9 апреля 1988 года.

### Женщины (30 км)
|                | Золото                           | Серебро                            | Бронза                           |
| -------------- | -------------------------------- | ---------------------------------- | -------------------------------- |
| Гонка на 30 км | Ордина Антонина «Динамо» Калинин | Егорова Любовь Профсоюзы Ленинград | Бичугова Евгения «Динамо» Москва |